# دونوفان ميتشل
دونوفان ميتشل الابن (بالإنجليزية: Donovan Mitchell)‏ (ولد في 7 سبتمبر، 1996) هو لاعب كرة سلة محترف أمريكي بفريق كليفلاند كافالييرز لرابطة الوطنية لكرة السلة (إن بى أي). لعب كرة السلة في جامعة لويزفيل كاردينالز. وقد اختير من قبل دنفر ناغتس من خلال اختياره الثالث عشر بشكل عام في مسابقات الدوري الأمريكي للمحترفين عام 2017 وتمت تسويته في وقت لاحق لحساب يوتا جاز.

## النشأة
ولد دونوفان ميتشل  في 7 سبتمبر، 1996 وينسب لوالدين دونوفان ميتشل الأب و نيكول ميتشل. يعمل والده دونوفان كمدير لعلاقات اللاعبين في نيويورك ميتس. لديه أخت أصغر سنًا تدعى چوردن.  ولد ميتشل وتربى في إلمزفورد، نيويورك والتحق بمدرسة غرينتش كنتري داي في غرينتش, كونيتيكت. لعب ميتشل كرة السلة الخاصة باتحاد الهواة الرياضين لبرنامج زا سيتى و ريفر سايد هوكس خارج مدينة نيويورك.

## الحياة المهنية في المدرسة الثانوية
التحق ميتشل بمدرسة كانتربري في نيو ميلفورد ، كونيتيكت في السنة الثانية من المدرسة الثانوية قبل أن ينتقل إلى بروستر أكاديمي في ولفيبورو ، نيو هامبشاير ليقضى سنواته الثالثة والرابعة.  .  بجانب ممارسته لكرة السلة، لعب ايضًا البيسبول في المدرسة الثانوية لمدة عامين، ولكنه ركزعلى كرة السلة عندما انتقل إلى بروستر، وهي الخطوة التي حصل على المزيد من الاهتمام من مدربي كرة السلة في الجامعات. والتزم  بلعب كرة السلة الجامعية لحساب جامعة لويزفيل.

## الحياة المهنية في الجامعة
قرر ميتشل ارتداء القميص رقم 45 ، ليظهر تقديره لمايكل چوردان ، حيث أن 45 هو الرقم الذي ارتداه چوردن خلال مشواره في البيسبول، و أثناء الجزء الأول من عودته الأولى عام 1995. وبصفته طالباً مبتدئًا في جامعة لويزفيل، بلغ متوسط ميتشل 7.4 نقطة و 1.7 تمريرات و 3.4 كرة مرتدة  في المباراة الواحدة. كما في السنة الثانية، وبلغ متوسطه 15.6 نقطة 2.7 تمريرات حاسمة و4. 9 متابعات في المباراة الواحدة. و أطلق ميتشل 46.3 في المئة من الأرض، 35.4 في المئة من وراء القوس و 80.6 في المئة من خط الرمية الحرة. وقد اُختير في مؤتمر الساحل المحيط الأطلسي للفريق الأول بأكمله. بعد انتهاء هذا الموسم، دخل  مشروع الدوري الاميركي للمحترفين 2017 ، ولكن لم يعين وكيلاّ على الفور.

## الحياة المهنية

### يوتا جاز (2017–2022)
قد اُختير ميتشل من قبل دنفر ناغتس من خلال الاختيار الثالث عشر بشكل عام في مسابقات الدوري الأمريكي للمحترفين عام 2017 فقط ليتم بيعه ليوتا جاز من خلال الاختيار الرابع و العشرين (تايلر ليدون) وتري لايليس. في 5 يوليو، 2017 ، وقع ميتشل عقدًا كلاعب مبتدى ئ لمدة أربعة أعوام مع جاز. في 11 يوليو 2017 ، وقع ميتشل صفقة أحذية متعددة السنوات مع أديداس. لاحقّا في ذلك اليوم، في مباراة ضدممفيس غريزليس فيدوري كرة السلة الأمريكي للمحترفين (إن بى أي) في لاس فيغاس عام 2017 ، سجل ميتشل 37 نقطة. و يعد هذا أكبر عدد تسجيلات من قبل أي لاعب خلال الدوري الصيفي لدوري كرة السلة الأمريكي (إن بى أي) في عام 2017. في أول ظهور له في الدوري الاميركي للمحترفين (إن بى أي) في 18 أكتوبر2017، سجل ميتشل 10 نقاط و 4 تمريرات ضد دنفر ناجتس. في 1 كانون الأول / ديسمبر 2017 ، أحرز 41 نقطة في فوز 114-0108 على نيو اورليانز البجع. وقد وضع ميت رقم قياسى في سجل التهديف كلاعب مبتدئ لجاز وأصبح أول لاعب في الدوري الاميركي للمحترفين يسجل 40 نقطة في المباراة منذ بليك جريفين في عام 2011. وتجاوز الرقم القياسي لداريل جريفيث 38 عام 1981. وأصبح ميتشل أيضا الاعب الصاعد السابع في تاريخ الامتياز لأنه يحظى على 30 نقطة، بجانب 40 نقطة في أول مباراة. في 4 يناير، 2018 ، تم اختيار ميتشل في المؤتمر الغربي للمبتدئين في شهر ديسمبر 2017 بعد أن بلغ متوسطه 23.1 نقطة و 3.4 متابعة و 3.2 كرة مرتدة و 1.8 تمريرة في 34.3 دقيقة لكل لعبة خلال شهر ديسمبر. في 15 يناير، 2018 ، تفوق ميتشل على كارل مالون في أكثر من 20 نقطة في المباريات خلال موسم الصاعد عندما كان يحظى على 19 من 20 نقطة. في 2 شباط /فبراير، 2018 سجل دونوفان ثاني 40 نقطة في مباراته الأولى ضد فينكس صنز. ، ليصبح أول لاعب مبتدئ لتحقيق اثنين من 40 نقطة منذ ألن ايفرسون في 1996-97. في 5 فبراير، 2018 ، تم تعيين دونوفان رسميا من قبل الرابطة الوطنية لكرة السلة كبديل للمهاجم المصاب أورلاندو ماجيك آرون جوردون (إجهاد في مفصل الفخدة الأيسر) لمسابقة الدوري الإنجليزي لكرة السلة سلام دانك 2018. وفاز في المسابقة بتسجيله 48 و 50 في الدور الأول، ثم 50 و 48 في الجولة النهائية و بذلك يكون أول لاعب مبتدئ يفوز في المسابقة منذ زاك لافين. في 1 مارس عام 2018 ، سميه ميتشل الغربي الصاعد لهذا الشهر للمرة الثالثة في هذا الموسم عن مباريات لعبت في شباط / فبراير. في نيسان / أبريل 10, سجل الصاعد رقمًا قياسيًا في معظم المراحل الثلاث في موسم واحد مع 186 3 ثانية في فوز 119-79 على فريق غولدن ستايت ووريورز. في 12 أبريل في نهاية الموسم العادي، سميه ميتشل الغربي المبتدئ من شهر آذار / مارس ونيسان / أبريل.

## وصلات خارجية
- دونوفان ميتشل على موقع إن بي أي (الإنجليزية)
- دونوفان ميتشل على موقع سبورتس رفرنس (الإنجليزية)
- دونوفان ميتشل على موقع كرة السلة الأوروبية.كوم (الإنجليزية)
- دونوفان ميتشل على موقع إي إس بي إن.كوم (الإنجليزية)
- دونوفان ميتشل على موقع كلية كرة السلة في سبورتس رفرنس.كوم (الإنجليزية)
- دونوفان ميتشل على موقع ريلجم (الإنجليزية)
- دونوفان ميتشل على موقع بروبوليرز (الإنجليزية)
- دونوفان ميتشل على موقع سبورتس رفرنس (الإنجليزية)

1. 1 2 3  College Basketball at Sports-Reference.com، QID:Q100311335
2. ↑  Basketball Reference (بالإنجليزية), QID:Q22235911
3. ↑  Polacek، Scott (18 فبراير 2018). "Donovan Mitchell Talks Importance of Sister Jordan Participating in Dunk Contest". bleacherreport.com. مؤرشف من الأصل في 2018-07-15. اطلع عليه بتاريخ 2018-04-10.
4. ↑  Goon، Kyle (24 مارس 2018). "Donovan Mitchell has learned the value of education from his mom — that's why he's going to finish his degree". The Salt Lake Tribune. مؤرشف من الأصل في 2018-06-18. اطلع عليه بتاريخ 2018-04-10.
5. ↑  Berman، Marc (7 يونيو 2017). "Mets executive's son is high on the Knicks' draft radar". New York Post. مؤرشف من الأصل في 2018-07-17. اطلع عليه بتاريخ 2017-12-15.
6. ↑  "DONOVAN MITCHELL". 247sports.com. مؤرشف من الأصل في 2020-01-10. اطلع عليه بتاريخ 2017-12-15.
7. ↑  Jones، Steve (18 يناير 2015). "Donovan Mitchell preps for U of L career". Springfield, Mass: The Courier-Journal. مؤرشف من الأصل في 2023-06-19. اطلع عليه بتاريخ 2017-12-15.
8. ↑  Greer، Jeff (26 أكتوبر 2016). "Donovan Mitchell: Baseball star?". cincinnati.com. مؤرشف من الأصل في 2019-12-27. اطلع عليه بتاريخ 2017-12-15.
9. ↑  Reid، Christian (17 مارس 2017). "How a baseball injury led Connecticut native Donovan Mitchell to star for Louisville hoops under Rick Pitino". New York Daily News. مؤرشف من الأصل في 2018-01-16. اطلع عليه بتاريخ 2017-12-15.
10. ↑  "Four-star guard Donovan Mitchell commits to Louisville". si.com. Sports Illustrated. 8 أغسطس 2014. مؤرشف من الأصل في 2017-12-16. اطلع عليه بتاريخ 2017-12-15.
11. ↑  Greer، Jeff (10 نوفمبر 2016). "Is Donovan Mitchell Cards' next star?". The Courier-Journal. مؤرشف من الأصل في 2023-06-19. اطلع عليه بتاريخ 2017-12-15.
12. ↑  Varney، Dennis (22 يونيو 2017). "Utah Jazz take Louisville's Donovan Mitchell after draft-night trade involving former UK star". Lexington Herald-Leader. مؤرشف من الأصل في 2017-10-08. اطلع عليه بتاريخ 2017-12-15.
13. ↑  Aulbach، Lucas (11 يوليو 2017). "Donovan Mitchell signs shoe deal with Adidas, then scores 37 points at NBA Summer League". Courier-Journal. مؤرشف من الأصل في 2023-06-19. اطلع عليه بتاريخ 2018-04-23.
14. ↑  Goodman، Jeff (22 مارس 2017). "Donovan Mitchell to enter draft, but may return to Louisville". espn.co.uk. ESPN. مؤرشف من الأصل في 2017-10-15. اطلع عليه بتاريخ 2017-12-15.
15. ↑  Greer، Jeff (22 مارس 2017). "Mitchell declares for NBA draft, won't hire agent". The Courier-Journal. مؤرشف من الأصل في 2023-06-19. اطلع عليه بتاريخ 2017-12-15.
16. ↑  Polacek، Scott (22 يونيو 2017). "Donovan Mitchell Picked No. 13 in NBA Draft, Nuggets to Trade Him to Jazz". bleacherreport.com. مؤرشف من الأصل في 2018-06-22. اطلع عليه بتاريخ 2018-04-23.
17. ↑  Daniels، Tim (5 يوليو 2017). "Donovan Mitchell Signs Utah Jazz Rookie Contract". bleacherreport.com. مؤرشف من الأصل في 2018-07-21. اطلع عليه بتاريخ 2018-04-23.
18. ↑  Aulbach، Lucas (11 يوليو 2017). "Donovan Mitchell signs shoe deal with Adidas, then scores 37 points at NBA Summer League". Courier-Journal. مؤرشف من الأصل في 2023-06-19. اطلع عليه بتاريخ 2018-04-23.
19. ↑  "NBA rookie Donovan Mitchell scores 41 points as Jazz beat Pelicans". news.com.au. 2 ديسمبر 2017. مؤرشف من الأصل في 2018-06-24. اطلع عليه بتاريخ 2017-12-15.
20. ↑  "Donovan Mitchell goes for career-high 41 in Jazz victory". ESPN.com. 1 ديسمبر 2017. مؤرشف من الأصل في 2018-07-30. اطلع عليه بتاريخ 2017-12-02.
21. ↑  "Boston Celtics' Jayson Tatum, Utah Jazz's Donovan Mitchell named Kia Rookies of Month". NBA.com. 4 يناير 2018. مؤرشف من الأصل في 2018-06-27. اطلع عليه بتاريخ 2018-01-18.
22. ↑  Powell, Shaun (24 Jan 2018). "League taking note of Donovan Mitchell's impressive rookie campaign". NBA.com (بالإنجليزية). Archived from the original on 2018-12-17. Retrieved 2018-02-09.
23. ↑  "What Donovan Mitchell's Iverson comps mean for the Jazz". ESPN.com. مؤرشف من الأصل في 2018-06-30. اطلع عليه بتاريخ 2018-05-09.
24. ↑  "Utah Jazz rookie Donovan Mitchell to replace Aaron Gordon in 2018 Verizon Slam Dunk". NBA.com. 5 فبراير 2018. مؤرشف من الأصل في 2018-06-17. اطلع عليه بتاريخ 2018-02-06. {{استشهاد ويب}}: استعمال الخط المائل أو الغليظ غير مسموح: |ناشر= (مساعدة)
25. ↑  "76ers' Ben Simmons, Jazz's Donovan Mitchell named Kia Rookies of Month for February". NBA.com (بالإنجليزية). Archived from the original on 2018-07-10. Retrieved 2018-03-01.
26. ↑  "Utah Jazz guard Donovan Mitchell breaks rookie record for 3-pointers". NBA.com. 10 أبريل 2018. مؤرشف من الأصل في 2018-06-17. اطلع عليه بتاريخ 2018-04-23.
27. ↑  "76ers' Ben Simmons, Jazz's Donovan Mitchell named Kia Rookies of Month for March, April". NBA.com (بالإنجليزية). Archived from the original on 2018-06-16. Retrieved 2018-04-12.